# بهایاندر
بهایاندر (به انگلیسی: Bhayandar) یک منطقهٔ مسکونی در هند است که در بخش تهانه واقع شده‌است. بهایاندر ۵۲۰٬۳۰۱ نفر جمعیت دارد و ۲۰ متر بالاتر از سطح دریا واقع شده‌است.